# Titi DJ
Titi DJ (индон. Titi DJ; род. 27 мая 1966, Джакарта) — индонезийская поп-певица, автор песен и обладательница титула участницы конкурса красоты. Она была судьей на шоу «Indonesian Idol» с 1-го по 5-й и 8-й сезоны, Golden Memories Vol. 1 и 2, первый сезон «Q Academy» и 3-й и 4-й сезоны «The Voice Indonesia». Известна по песне «Sang Dewi». Она была первой индонезийской певицей, получившей приглашение выступить на «Marina Bay Sands» в Сингапуре, и первой индонезийской певицей, давшей 7 концертов за 4 дня. В 2019 году она также стала первой женщиной-наставником, победившей в «The Voice Indonesia». В 1980-х годах она была широко известна по песне «Ekspresi» (Выражение), джаз-фьюжн-хиту, в котором она сотрудничала с индонезийским музыкантом Индрой Лесманой в 1988 году. В 1990-х годах выпустила песню «Bahasa Kalbu» (Голос сердца). В 2000-х она выпустила песни «Sang Dewi», «Matamu», «Separuh Hidupku» и «Hanya Cinta Yang Bisa». В начале 2010-х она выпустила песню «Jangan Biarkan» – кавер на индонезийскую певицу Диану Насутион. Телеканал RCTI провёл концерт «Jangan Biarkan» с её альбомом «Titi to Diana». В 2020-х она выпустила песню «Show Off Your Colors» в сотрудничестве с Экой Густиваной, Сарой Фаджирой и Ашанти. Её последним релизом стала песня «To Lose» в ответ на вызов пользователей сети, а также баллада «Still Learning».
В 1983 году в Лондоне она представляла Индонезию на конкурсе «Мисс мира», но не заняла призового места.
Альбом Titi DJ «Bahasa Kalbu» (1999) завоевал пять наград на третьей церемонии «Anugerah Musik Indonesia Awards», включая «Альбом года», «Артист года» и «Автор песен года».

## Карьера
Titi DJ' родилась в Джакарте, её родители имеют индонезийско-китайское-батакско-манадо происхождение. Она начала петь на общественном телевидении в подростковом возрасте с амбициями стать записывающейся артисткой. В возрасте 17 лет она представляла Индонезию на конкурсе «Мисс мира 1983 года», но не стала финалисткой. Как танцовщица она выступала с труппой Гуруха Сукарнопутры «Swara Mahardhikka». Она пела на бэк-вокале у Криси и появилась в нескольких фильмах в начале своей карьеры. В 1984 году Она выпустила свой первый сольный альбом под названием «Imajinasi». В 1990-х годах она добилась успеха с синглами «Bintang-Bintang» ( «Звезды» ), «Ekspresi» ( «Выражение» ) и «Salahkah Aku» ( «Я ошибаюсь?» ). В настоящее время[когда?], она состоит в группе под названием «3 Diva» вместе с Крисдаянти и Рут Саханайей.
В 2010 году она появилась в роли Бунды Рату в фильме «Мадам Икс», комедийном боевике о парикмахере-трансгендере, который также является супергероем-шпионом.
В 2018 году она вошла в состав жюри третьего сезона «Голоса Индонезии».

## Личная жизнь
Первый брак Titi DJ был с актёром Бучеком Деппом в 1995 году, в котором она приняла ислам, и родила троих детей. Они развелись в 1997 году. Затем в 1999 году она вышла замуж за американского учителя Эндрю Холлиса Дохарти и родила одного ребенка, Стефани Поэтри, которая также занялась музыкальной карьерой. В 2006 году она с Дохарти развелись. У Titi DJ также были шестилетние отношения со своим музыкальным коллегой Индрой Лесманой. В 2007 году она вышла замуж за индонезийского рок-певца Новиара Рахмансьяха, и они развелись в августе 2011 года.

## Дискография
- Imajinasi (1985)[6]
- Yang Pertama Yang Bahagia (1986)
- Ekspresi (1988)
- Titi DJ 1989 (1989)
- Take me to Heaven (1991)
- Bintang Bintang (1995)
- Kuingin (1996)
- Bahasa Kalbu (1999)
- Senyuman (2003)
- Melayani Hatimu (2005)
- Titi to Diana (2010)
- Titi in Love with Yovie (2015)
- 40 (2024)

## Премии
| Премия                   | Год                           | Категория                                      | Номинированная работа                                            | Результат | Прим.  |
| ------------------------ | ----------------------------- | ---------------------------------------------- | ---------------------------------------------------------------- | --------- | ------ |
| Anugerah Musik Indonesia | Anugerah Musik Indonesia 1999 | Лучший альбом                                  | Bahasa Kalbu                                                     | Победа    | [ 14 ] |
| Anugerah Musik Indonesia | Anugerah Musik Indonesia 1999 | Лучший поп альбом                              | Bahasa Kalbu                                                     | Победа    | [ 14 ] |
| Anugerah Musik Indonesia | Anugerah Musik Indonesia 1999 | Лучший записывающийся исполнитель              | "Bahasa Kalbu" (с Dorie Kalmas & Andi Rianto)                    | Победа    | [ 14 ] |
| Anugerah Musik Indonesia | Anugerah Musik Indonesia 1999 | Лучшая сольная поп-исполнительница             | "Bahasa Kalbu"                                                   | Победа    | [ 14 ] |
| Anugerah Musik Indonesia | Anugerah Musik Indonesia 1999 | Лучшая сольная поп-исполнительница             | "Bahasa Kalbu"                                                   | Победа    | [ 14 ] |
| Anugerah Musik Indonesia | Anugerah Musik Indonesia 2003 | Лучшая сольная поп-исполнительница             | "Penyesalan"                                                     | Номинация | [ 15 ] |
| Anugerah Musik Indonesia | Anugerah Musik Indonesia 2006 | Лучшая сольная поп-исполнительница             | "Separuh Hidupku"                                                | Номинация | [ 16 ] |
| Anugerah Musik Indonesia | Anugerah Musik Indonesia 2011 | Лучшая совместная продюсерская работа          | "Jangan Biarkan" (совместно с Diana Nasution)                    | Победа    | [ 17 ] |
| Anugerah Musik Indonesia | Anugerah Musik Indonesia 2020 | Лучшая работа по производству исламской музыки | "Tuhan Jaga Diriku"                                              | Номинация |        |
| Anugerah Musik Indonesia | Anugerah Musik Indonesia 2021 | Лучшая танцевальная постановка                 | "Show Off Your Colors" (совместно с Sara Fajira & Eka Gustiwana) | Номинация |        |